# Fuet

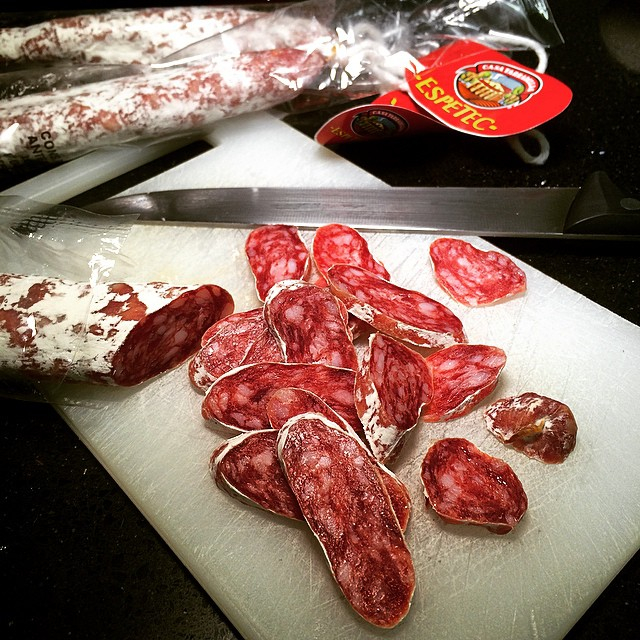
Fuet

Fuet, Catalaans voor 'zweep', is een Catalaanse lange, dunne, gefermenteerde en gedroogde worst. Deze heeft een licht zoete, licht gepeperde smaak. De worst valt op door zijn dunne vorm en het schimmellaagje dat tijdens het drogen ontstaat. Deze schimmel is de Penicillium candidum die ook op brie en camembert te vinden is.
Fuet wordt gemaakt van onder meer mager varkensvlees, varkensspek (rugvet), zwarte peper, knoflook, kruidnagel, koriander, zout en suiker, in een vel van dunne varkensdarm. Tijdens het drogen verliest de worst ± 35% van zijn gewicht.
De bekendste fuet is afkomstig uit de regio van Osona, speciaal de stad Vic, maar hij wordt ook veel rond Olot gemaakt. Ook in het Argentijnse deel van Patagonië worden Fuets gemaakt.

## Varianten
- Llonganissa heeft een dikkere vorm.
- Secallona deze is nog dunner en langer en ondergaat een ander drogingsproces.